# 車輪倶楽部
車輪倶楽部（しゃりんくらぶ）は、BSスポーツ専門チャンネル・J sports 3で放送されていた自動車番組である。

## 概要
2001年10月～2012年7月まで放送。全156回。初回放送は毎月第1金曜日の23:00 - 23:30だった。
1999年（平成11年）にナビゲーターである田村十七男の企画より放送開始。放送回は月で更新された。番組コンセプトは名前の通り「車輪の付いている乗り物」を特集すること。そのため番組では普通の自動車・オートバイは言うに及ばず、フォーミュラカーなどのレーシングカーやバス・トラック類、トラクター・特殊自動車といった一般にはあまりなじみのない乗り物など、様々な「車輪の付いている」ものが紹介されていた。
果ては出演者によるスロットカーバトル（2012年（平成24年）1月放送）や、もはや自動車とは全く関係のない鉄道模型の特集（2009年（平成21年）5月放送）など、一般的な自動車番組の範疇を大きく超えた番組内容となることもあった。
グッドイヤーの一社提供番組だったため、番組中には「GOODYEAR Hybrid Zone」というグッドイヤー商品の宣伝コーナーが設けられた。また番組自体の企画としても、グッドイヤータイヤを使うドライバーなどが取り上げられるケースが多く、近年は特に全日本プロドリフト選手権（D1グランプリ）におけるグッドイヤーチームの戦いぶりが頻繁に登場した。